# Владимир Трошкин
Владимир Трошкин (на украински: Володимир Трошкін; на руски: Владимир Трошкин) е съветски и украински футболист и треньор. Почетен майстор на спорта на СССР (1975). Почетен треньор на Украйна.

## Кариера
Известен е от времето си с футболния клуб Динамо Киев. След края на кариерата си, той е треньор в отборите на СКА Киев, Авангард. Работи и като помощник на старши треньора на украинския олимпийски отбор.
Работи във Футболната федерация на Украйна.

## Отличия

### Отборни
Динамо Киев
- Съветска Висша лига: 1971, 1974, 1975, 1977
- Купа на СССР по футбол: 1974
- Купа на носителите на купи: 1975
- Суперкупа на УЕФА: 1975